# Jens Søgaard
Pas d'image ? Cliquez ici
Jens Søgaard né le 06 Janvier 1951, est un pilote de rallye norvégien. Il est double vainqueur du championnat norvégien des rallyes (1980, 1981).

## Biographie
Jens Søgaard a commencé sa carrière automobile en 1971 et la termine en 1994. Il comptabilise 184 rallyes dont 15 victoires scratch et 46 victoires de classes, 38 abandons, 2 titres de champion de Norvège des rallyes (1980, 1981), 2 titres de champion de Norvège des rallyes Groupe B (1980, 1981).

## Palmarès
| Année | Titre                                                                    |
| ----- | ------------------------------------------------------------------------ |
| 1980  | Champion de Norvège des rallyes Champion de Norvège des rallyes Groupe B |
| 1981  | Champion de Norvège des rallyes Champion de Norvège des rallyes Groupe B |